# Grarem Gouga
Grarem Gouga (in caratteri arabi: قرارم قوقة) è una città dell'Algeria, capoluogo dell'omonimo distretto, nella provincia di Mila.